# Campionati canadesi di ski cross 2012
I Campionati canadesi di ski cross 2012 si sono svolti a Nakiska il 7 aprile. Il programma ha incluso sia la gara femminile che la gara maschile. 
Trattandosi di competizioni valide anche ai fini del punteggio FIS, vi hanno partecipato anche sciatori di altre federazioni, senza che questo consentisse loro di concorrere al titolo nazionale canadese.

## Risultati

### Uomini
| Pos. | Atleta        | Nazione |
| ---- | ------------- | ------- |
| 1    | David Duncan  | Canada  |
| 2    | Tristan Tafel | Canada  |
| 3    | Robert Lepin  | Canada  |
| 4    | Mathieu Leduc | Canada  |

### Donne
| Pos. | Atleta            | Nazione     |
| ---- | ----------------- | ----------- |
| 1    | Marielle Thompson | Canada      |
| 2    | India Sherret     | Canada      |
| 3    | Sarah Lepine      | Canada      |
| 4    | Madeline Riffel   | Stati Uniti |